# Völkerrecht
Das Völkerrecht (Lehnübersetzung zu lateinisch ius gentium ‚Recht der Völker‘) ist eine überstaatliche, aus Prinzipien und Regeln bestehende Rechtsordnung. Es regelt die Beziehungen zwischen den Völkerrechtssubjekten (meist Staaten) auf der Grundlage der Gleichrangigkeit. Die Bezeichnung Internationales Öffentliches Recht wird seit dem 19. Jahrhundert synonym verwendet, was auch auf den starken Einfluss des englischen Fachausdrucks public international law zurückzuführen ist.
Wichtigste positivrechtliche Rechtsquellen des Völkerrechts sind die Charta der Vereinten Nationen und das in ihr niedergelegte allgemeine Gewaltverbot, das als Völkergewohnheitsrecht auch über die Mitgliedschaft in den Vereinten Nationen (UNO) hinaus verbindlich ist und jedem Staat etwa einen Angriffskrieg verbietet.
Das supranationale Recht gilt als Besonderheit des Völkerrechts, weil es ebenfalls überstaatlich organisiert ist; allerdings weist es durch die Übertragung von Hoheitsgewalt auf zwischenstaatliche Einrichtungen einige Besonderheiten auf, die nicht vollständig mit dem Völkerrecht erklärbar sind.

## Allgemeines
Der wesentliche Unterschied zwischen dem Völkerrecht und dem innerstaatlichen Recht besteht im Fehlen eines kompakten Kodex, eines zentralen Gesetzgebungsorgans, einer umfassenden, hierarchisch strukturierten Gerichtsbarkeit und einer allzeit verfügbaren Exekutivgewalt zur gleichförmigen Durchsetzung völkerrechtlicher Grundsätze. Das klassische Völkerrecht wird den Staaten nicht oktroyiert, sondern stellt eine Koordinationsordnung zwischen ihnen dar. Vor ihm wurden nur die „christlichen“, später die „zivilisierten“ – also die europäischen Staaten – als Völkerrechtssubjekte anerkannt, was den Kolonialismus als legal erscheinen ließ. In der heutigen Völkerrechtsordnung, die sich insbesondere in der UN-Charta widerspiegelt, sind dagegen sämtliche Staaten gleichberechtigte Subjekte. Deshalb gilt grundsätzlich das Prinzip „Ein Staat, eine Stimme.“
Zu unterscheiden ist zwischen dem Friedens- und Kriegsvölkerrecht, wobei das Friedensvölkerrecht auch die Normen umfasst, die den rechtmäßigen Einsatz militärischer Gewalt regeln (ius ad bellum), während als Kriegsvölkerrecht das im Krieg geltende Recht bezeichnet wird (ius in bello). Grundsätzlich kein Teil des Völkerrechts ist das internationale Privatrecht. Dieser Begriff erfasst vielmehr – ungeachtet eines oftmals völkerrechtlichen Hintergrunds – diejenigen staatlichen Normen, die das anzuwendende Recht bestimmen, wenn ein Sachverhalt mehrere staatliche Rechtsordnungen berührt.
Je nach Anzahl der Vertragsstaaten wird zwischen „allgemeinem“, „gemeinem“ und „partikularem“ Völkerrecht unterschieden.

### Weiterentwicklung
In den letzten Jahrzehnten gibt es Entwicklungen hin zu einer zentralen Rechtsetzung im Völkerrecht. Vorhanden war diese Tendenz bereits zuvor, sie wird vom Sicherheitsrat der Vereinten Nationen aufgegriffen, der insbesondere nach den Terroranschlägen am 11. September 2001 dazu übergegangen ist, noch nicht von allen UN-Mitgliedstaaten akzeptierte Verpflichtungen zur Terrorismusbekämpfung zu allgemein geltendem Recht mit Wirkung für und gegen alle Mitgliedstaaten zu erklären und sich dem sogenannten zwingenden Recht, dem ius cogens, zu nähern (Resolution 1373 und das Counter Terrorism Committee und Resolution 1540). Diese Entwicklung wird teilweise kritisch, teilweise gar skeptisch gesehen, weil es nicht der Konzeption des Sicherheitsrates als Exekutivorgan entspricht, der sich mit der Lösung einzelner Konflikte beschäftigen und nicht als „Weltgesetzgeber“ auftreten soll.

### Völkerrechtssubjekte
Völkerrechtssubjekte sind in erster Linie die Staaten, welche als die „Normalpersonen“ des Völkerrechts betrachtet werden können. Konstituierend für das Vorliegen eines Staates sind nach der Drei-Elemente-Lehre Georg Jellineks die drei Merkmale Staatsgebiet, Staatsvolk und Staatsgewalt. Jedoch existieren heute auch andere Völkerrechtssubjekte wie zum Beispiel Internationale Organisationen, die von Staaten oder anderen internationalen Organisationen gegründet werden können, soweit ihre Gründungsverträge dies bestimmen. Nichtregierungsorganisationen (Non-governmental organizations, kurz NGOs, von Privatrechtssubjekten gegründet) haben grundsätzlich keine Völkerrechtssubjektivität. Zunehmend werden ihnen jedoch, wie auch multinationalen Unternehmen und Individuen, bestimmte völkerrechtliche Rechte und Pflichten zugeordnet. Aus historischen Gründen sind das Internationale Komitee vom Roten Kreuz, der Heilige Stuhl und der Souveräne Malteser Ritterorden eigenständige Völkerrechtssubjekte.
Mittlerweile wird auch der individuelle Mensch zunehmend als partielles Völkerrechtssubjekt anerkannt. Gründe hierfür sind Rechte (insbesondere Menschenrechte) und Pflichten (etwa das Piraterieverbot oder das Verbot des Völkermords), welche sich aus dem Völkerrecht unmittelbar für den Einzelnen ergeben und welche er eigenständig (z. B. im Wege der Individualbeschwerde) geltend machen kann, bzw. für die er persönlich verantwortlich gemacht werden kann (z. B. vor dem internationalen Strafgerichtshof).
De-facto-Regime können aus Interessen der Stabilität ebenfalls partielle Völkerrechtssubjektivität aufweisen. Dabei besitzen sie insbesondere Verantwortlichkeit für Völkerrechtsverstöße und profitieren u. a. vom Interventionsverbot sowie vom Gewaltverbot. Voraussetzung dafür ist, dass sie einen nicht nur unerheblichen Teil des Gebiets eines Staates für eine gewisse Dauer kontrollieren. Das Staatsgebiet muss umstritten, aber nicht umkämpft sein.
Ob auch Völker eigenständige Rechtssubjekte im Völkerrecht sind, ist nicht geklärt. Sie tauchen in internationalen Vertragswerken meist in Bezug auf die Gleichberechtigung und das Selbstbestimmungsrecht der Völker auf, vgl. jeweils Art. 1 des Sozialpaktes und des Zivilpaktes. Problematisch sind sowohl die Definition des Begriffs Volk als auch der genaue Inhalt des Selbstbestimmungsrechts. Jedenfalls bei Vorliegen schwerwiegender Verletzungen von Menschen- und Minderheitenrechten kann von einem äußeren Recht auf Sezession ausgegangen werden. Diese Schwelle ist weder in Bezug auf Katalonien noch auf die Krim erreicht worden, sodass ihnen völkerrechtlich gesehen kein Recht auf Sezession zusteht.
Darüber hinaus erscheinen im Zuge der Globalisierung immer neue Akteure auf der Weltbühne und erfordern Beachtung vom Völkerrecht. Hierzu zählen insbesondere Nichtregierungsorganisationen, multinationale Unternehmen und Terroristen. Ihre Behandlung ist im Völkerrecht nicht geklärt. Obwohl etwa für terroristische Gruppierungen im humanitären Völkerrecht bestimmte Regeln gelten, werden diese neuen Akteure bisher überwiegend nicht als Völkerrechtssubjekte anerkannt.

## Geschichte des Völkerrechts

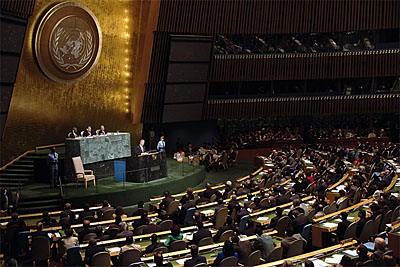
Die Vollversammlung der Vereinten Nationen in New York